# Neolophonotus melanolophus
Neolophonotus melanolophus är en tvåvingeart som först beskrevs av Friedrich Hermann Loew 1858.  Neolophonotus melanolophus ingår i släktet Neolophonotus och familjen rovflugor. Inga underarter finns listade i Catalogue of Life.